# Andries Schoemaker

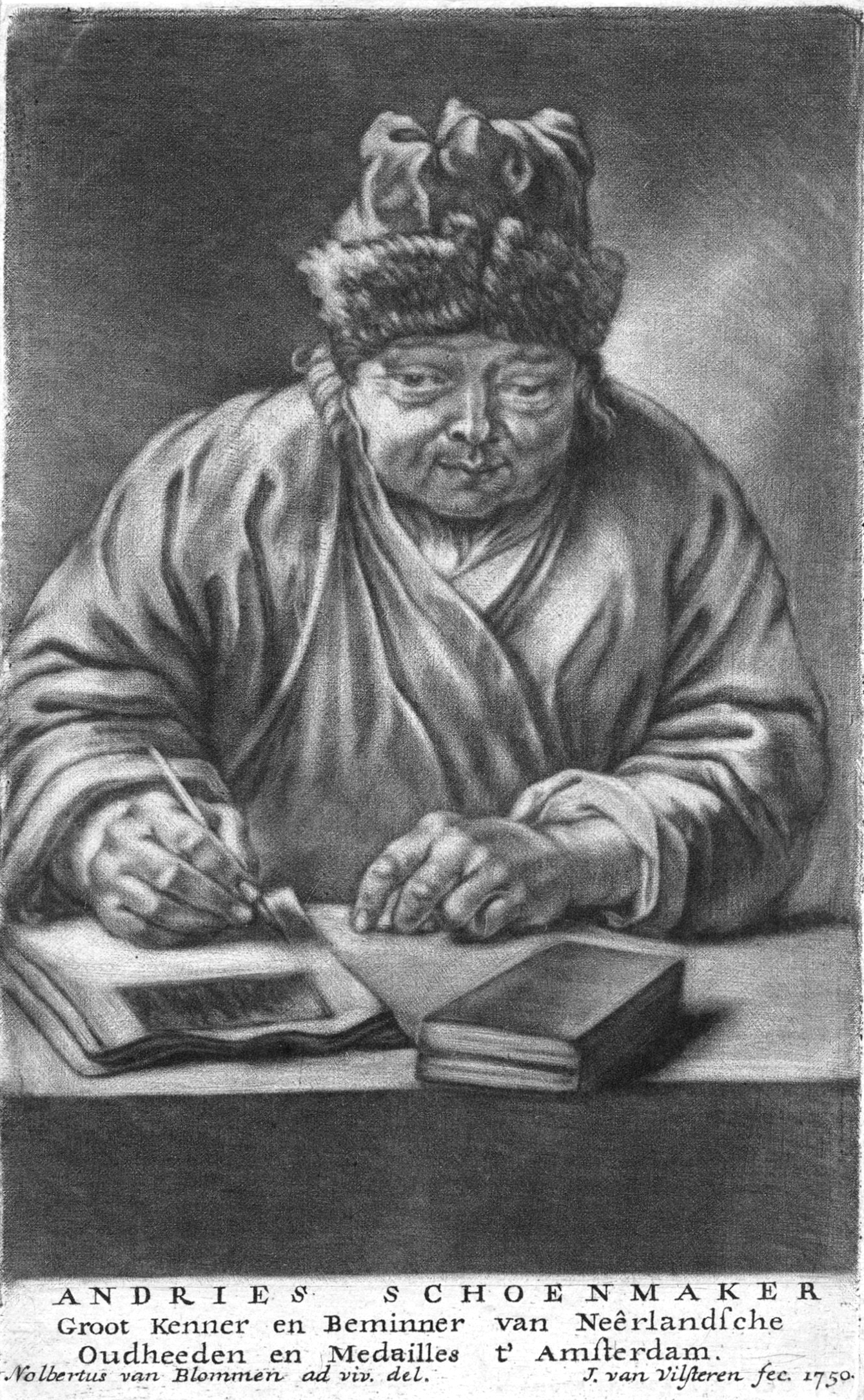
Andries Schoemaker (nach Norbert van Bloemen)

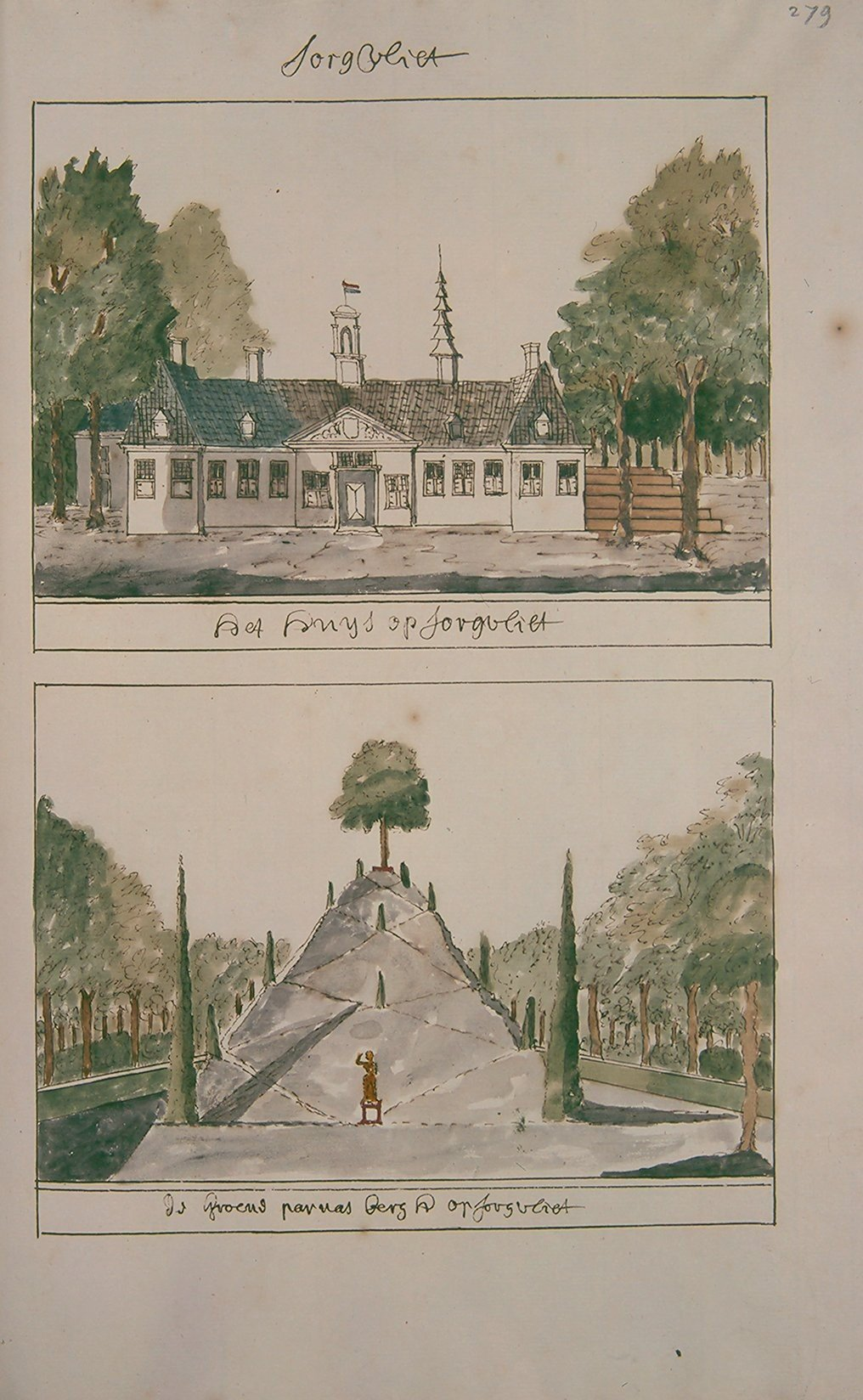
Zeichnung von Schoemaker des Catshuis in Den Haag

Andries Schoemaker (* 9. Oktober 1660 in Amsterdam; † 23. Dezember 1735 ebenda) war ein niederländischer Textilkaufmann, Sammler, Numismatiker und Herausgeber von historischen und topographischen Informationen und Bildern über Städte, Dörfer, Kirchen, Schlösser und andere Objekte in den Niederlanden und angrenzenden Gebieten.

## Leben
Durch den Textilhandel zu Wohlstand gelangt, widmete er sich insbesondere nach 1725 der Erforschung und Zusammenfassung der Geschichte seiner Region. Er besuchte die Orte und wertete dazugehörige Quellen aus. Auf dieser Grundlage veröffentlichte er eine Beschreibung des jeweiligen Ortes mit vielen historischen und kulturellen Besonderheiten. Viele Orte stellte er auch zeichnerisch dar.
Diese wurden, wenn nicht von ihm selbst, von beauftragten Künstlern angefertigt. So von Cornelis Pronk und dessen Schüler Abraham de Haen (1707–1748) auf gemeinsamen Besuchsfahrten in die Provinzen. Auch kopierte und kolorierte er – teils heute im Original verlorene – Drucke und Quellen für seine Sammlung.
Diese Sammlung, Atlas genannt, beinhaltete neben den Stadt- und Landschaftsansichten weitere Abbildungen wie Wappen der Familien und Gemeinden, Münzen und anderes. Insgesamt wurden 9.000 Seiten mit 2.600 farbigen Abbildungen nach Provinzen und Herrschaftsbereichen geordnet.
Schoemaker besaß eine ausgewählte Medaillensammlung, aus der er in seinem Atlas die wichtigsten Stücke publizierte.
Nach seinem Tod wurde die Sammlung aufgelöst und verkauft. Der größte Teil wurde nach und nach in öffentliche Sammlungen integriert.
Schoemaker war verheiratet mit Rachel Kroll (1661–1723) und hatte zehn Kinder, wovon zwei überlebten. Sein Sohn war Gerrit Schoemaker (1692–1736). Er war wie sein Vater Tuchhändler, Schriftsteller und Zeichner. Er begleitete seinen Vater auf dessen Fahrten. Auch war er 1732 Mitarbeiter des Buches Nord-Holländisches Arkadien von Claas Bruin.
Die älteste Tochter Johanna Schoemaker (* 1683) heiratete 1701 einen Willem Dirksoon Blaauw (1668–1728).
Zahlreiche Manuskripte von Schoemaker befinden sich heute in der Königlichen Bibliothek der Niederlande.

## Werke
- Nicolas Bruin: Kleefsche en Zuid-Hollandsche Arkadia, of Dag-verhaal van twee reizen, in en omtrent die gewesten gedaan, in dicht-maat uitgebreid. Johannes Oosterwyk, 1716 (online lesen in der Google-Buchsuche [abgerufen am 12. Oktober 2010]).